# Johan Falkberget
Johan Falkberget, vlastním jménem Johan Petter Lillebakken (30. září 1879, usedlost Falkberget poblíž Rørosu – 5. dubna 1967, Røros) byl norský spisovatel a politik, autor realistických a historických románů převážně z dělnického prostředí. Svůj literární pseudonym si zvolil podle jména usedlosti, kde se narodil.

## Život
Falkberget byl původním povoláním havíř. V dolech na měď pracoval se svým otcem již od osmi let. Své první povídky začal publikovat roku 1902 a roku 1906 opustil se stal redaktorem v novinách Nybrott v Ålesundu. V roce 1908 se přestěhoval do Fredrikstadu, kde působil jako redaktor Smaalenes Socialdemokrat, a v letech 1909 až 1922 žil a pracoval převážně v Christianii (dnešní Oslo). Roku 1922 se vrátil do rodného kraje a věnoval se literatuře a také politice. V letech 1931–1933 byl poslancem Stortingu (norského národního shromáždění) za Norskou dělnickou stranu v kraji Sør-Trøndelag. Během druhé světové války se aktivně podílel na odporu proti nacistům a nakonec musel odjet do neutrálního Švédska. Roku 1951 se stal členem Norské královské vědecké společnosti, roku 1960 obdržel Řád svatého Olafa, který je udělován jako odměna za vynikající služby poskytované vlasti a lidstvu, a roku 1964 získal v té době nejvyšší norské občanské vyznamenání – Medaili za vynikající občanskou službu (Medaljen for Borgerdåd) ve zlatě.
Falkbergetovo dílo je věnovano především přítomnosti i minulosti rodného kraje a hornického prostředí, které tak důvěrně znal. Velmi realisticky v něm popsal těžký život horníků a projevil v něm hluboké pochopení pro utrpení těch, kteří se v bídě a v zoufalství utíkají buď ke vzpouře nebo k modlitbě.

## Dílo

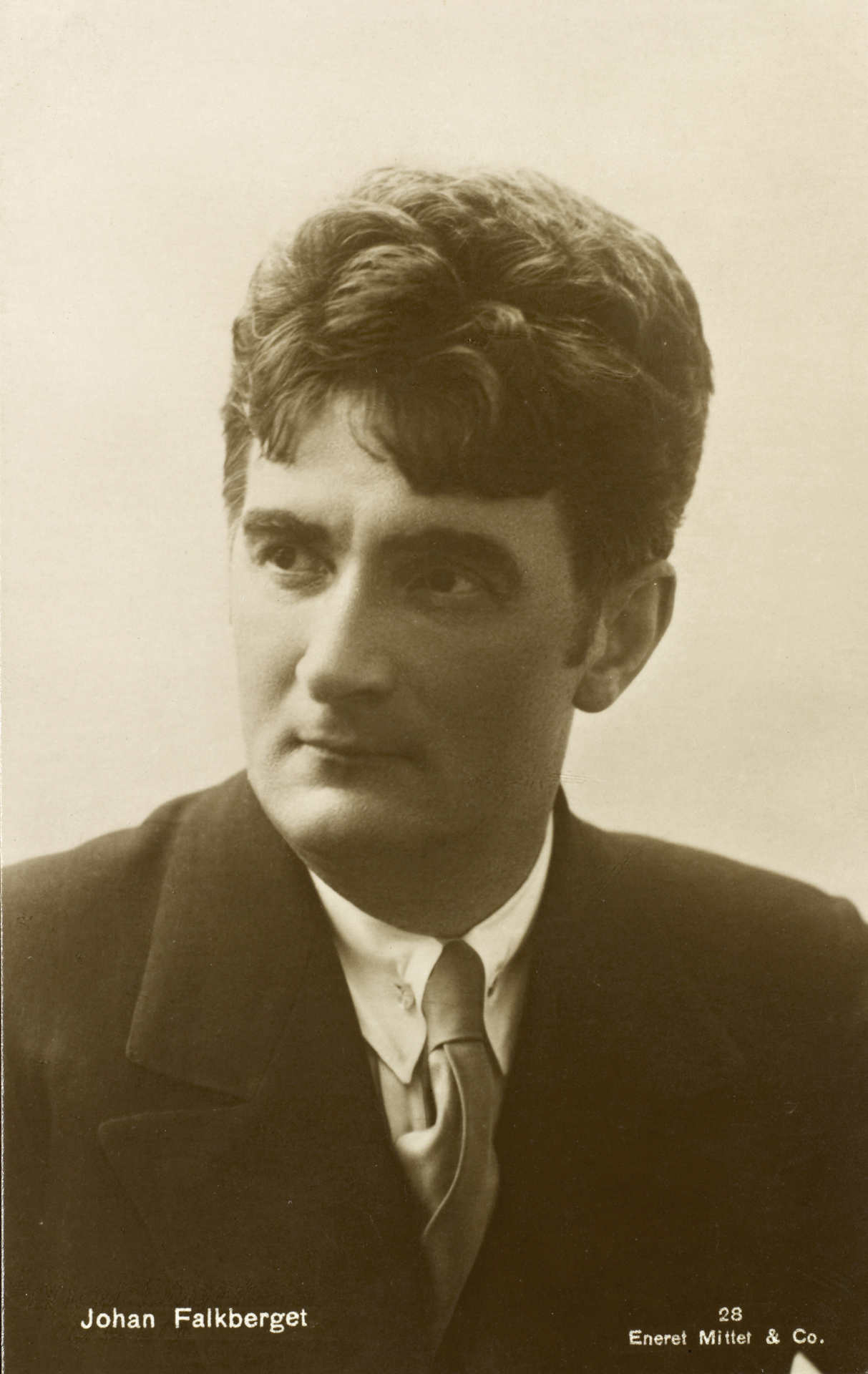
Johan Falkberget

- Bjarne (1903), obrázek z horské vesnice,
- Svarte fjelde (1907, Černé hory), román,
- Urtidsnatt (1909, Pravěká noc), román,
- Vargfjeldet (1910, Vlčí hora), román
- Fimbulvinter (1911, Třeskutá zima), román,
- Lisbet paa Jarnfjeld (1915, Lisbet na Jarnfjeldu), román o tragédii manželství,
- Brændoffer (1917, Oběť zápalná), román podávající obraz chudoby a sociální nespravedlnosti,
- Sol (1918, Slunce), román,
- Bør Børson jr. (1920, Bør Børson junior), románová satira proti zbohatlické nabubřelosti,
- Den fjerde nattevakt (1923, Čtvrtá noční hlídka), psychologický román, první autorovo dílo, které získalo opravdu velký ohlas,
- Christianus Sextus (1927–1935), jedno z autorových hlavních děl, historická románová trilogie o osudech horníků v měděných dolech v okolí Rørosu odehrávající se na počátku 18. století (česky pod názvem Rytíři práce):
  - De første geseller (1927, První chasníci),
  - I hammerens tegn (1931, Ve znamení kladiva),
  - Tårnvekteren (1935, Hlídač na věži).
- Nattens Brød (1940–1959, Chléb noci), druhé hlavní autorovo dílo, historická románová tetralogie obracející se k samým počátkům dolů v 17. století (česky vyšly jen první dva díly):
  - An-Magritt (1940),
  - Plogjernet (1946, Pluh),
  - Johannes (1952),
  - Kjærlighets veier (1959, Cesty lásky).

## Česká vydání
- Rytíři práce, František Topič, Praha 1940, přeložila Nina Neumannová, dvoudílné vydání trilogie Christianus Sextus podle jejího zkráceného vydání z roku 1938,
- Chléb noci, František Topič, Praha 1946–1948, přeložila Nina Neumannová, první dva díly autorovy tetralogie.